# 永田俊一
永田俊一（ながた しゅんいち、1944年2月16日 - ）は日本の大蔵官僚。大臣官房審議官（銀行局担当）、日本銀行政策委員会大蔵代表委員、日本銀行理事、信託協会副会長、預金保険機構理事長、楽天銀行社長、同行会長などを歴任。東京都練馬区羽沢2丁目在住。

## 来歴
新潟県佐渡郡出身（父母も新潟県）。東京都立戸山高等学校、東京大学経済学部経済学科卒業。1967年 大蔵省入省（理財局総務課）。1972年7月 帯広税務署長。その後は外務省経済協力開発機構日本政府代表部一等書記官、銀行局銀行課長補佐、大臣官房企画官兼銀行局総務課などを務める。1984年6月 関東財務局理財部長。1986年6月 主計局調査課長。1987年7月 主計局主計官（外務、経済協力、通商産業担当）。1989年6月 銀行局特別金融課長。1990年7月 銀行局銀行課長。1991年6月 銀行局総務課長。1992年6月 大臣官房参事官。1993年6月 大臣官房審議官（大臣官房、証券局担当）兼関東財務局東京証券取引所監理官。同年7月 大臣官房審議官（大臣官房、証券局担当）。1995年5月26日 大臣官房審議官（銀行局担当）。1996年7月12日 日本銀行政策委員会大蔵代表委員。1997年7月13日 退官。同年7月 信託協会専務理事。1998年12月 日本銀行理事。2003年1月 信託協会副会長兼専務理事。2004年6月 預金保険機構理事長（〜2010年6月23日）。2012年1月1日 楽天銀行代表取締役社長。2014年6月4日 同行代表取締役会長。

## 略歴
- 1967年4月：大蔵省入省（理財局総務課）。
- 1968年8月：仙台国税局調査査察部国税調査官。
- 1969年8月：国税庁長官官房人事課。
- 1969年10月：大臣官房調査企画課。
- 1971年7月：大臣官房調査企画課調査第一係長[5]。
- 1972年7月：帯広税務署長。
- 1973年7月：理財局総務課長補佐（総合資金・産業資金）心得[6]。
- 1974年7月：理財局国債課長補佐。
- 1977年7月：理財局付（外務研修）。
- 1978年4月：外務省経済協力開発機構日本政府代表部一等書記官。
- 1981年6月：大臣官房付。
- 1981年7月：銀行局銀行課長補佐。
- 1982年6月：大臣官房企画官 兼 銀行局総務課。
- 1984年6月：関東財務局理財部長。
- 1986年6月：主計局調査課長。
- 1987年7月：主計局主計官（外務、経済協力、通商産業担当）。
- 1989年6月：銀行局特別金融課長。
- 1990年7月：銀行局銀行課長。
- 1991年6月：銀行局総務課長。
- 1992年6月：大臣官房参事官。
- 1993年6月：大臣官房審議官（大臣官房、証券局担当） 兼 関東財務局東京証券取引所監理官。
- 1993年7月：大臣官房審議官（大臣官房、証券局担当）。
- 1995年5月26日：大臣官房審議官（銀行局担当）。
- 1996年7月12日：日本銀行政策委員会大蔵代表委員。
- 1997年7月13日：退官。

## 関連人物
- 本間茂雄 - 元体操選手。同郷かつ高校の先輩。
- 近藤安月子 - 日本語教育学者。同郷かつ高校の後輩。